# Langer Türkenkrieg
Sissek – Călugăreni – Mezőkeresztes – Schellenberg – Mirăslău – Guruslău

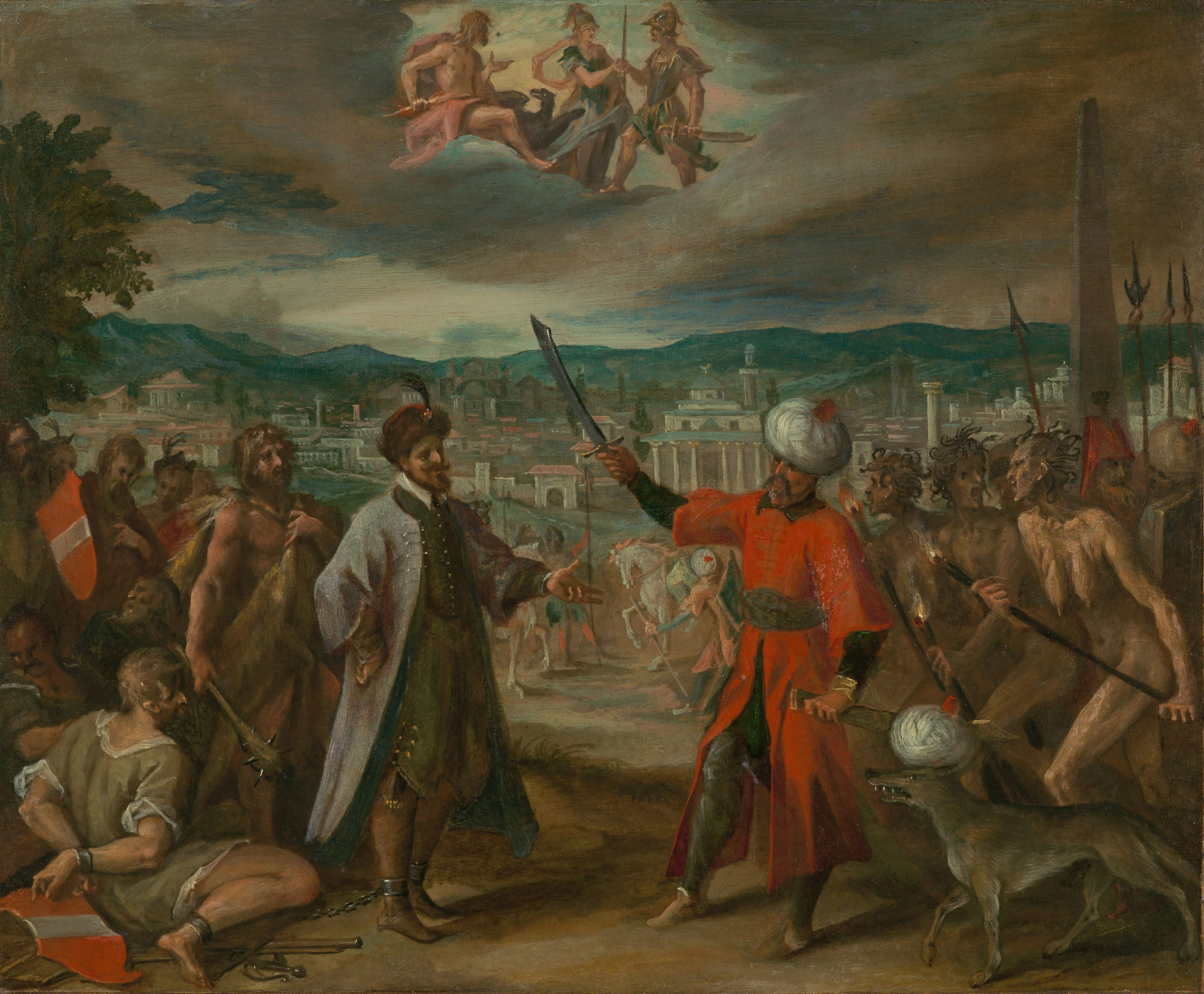
Allegorie auf den Ausbruch des Langen Türkenkrieges (Die Kriegserklärung vor Konstantinopel
Hans von Aachen, um 1603/04, HGM)

Der Lange Türkenkrieg war ein von 1593 bis 1606 währender Krieg zwischen dem Osmanischen Reich und mehreren christlichen Staaten, insbesondere der Habsburgermonarchie.
Der Krieg endete mit dem Frieden von Zsitvatorok am 11. November 1606. Konfliktgebiete waren zu großen Teilen das Königliche Ungarn, Transdanubien, Kroatien und die Walachei.
Der Krieg zeichnete sich vor allem durch jahrelange Stellungskämpfe aus und wurde deshalb auch Burgenkrieg genannt. Andere Bezeichnungen sind 3. Österreichischer Türkenkrieg, Dreizehnjähriger Krieg oder Fünfzehnjähriger Krieg. Größere Gebietsgewinne konnte am Ende keiner der Konfliktbeteiligten erringen.

## Vorgeschichte
Die Jahrzehnte nach der erfolglosen osmanischen Belagerung Wiens 1529 und der Scheineinnahme bei der Belagerung von Kőszeg 1532 hatten zu einer relativen Beruhigung der politischen Lage in Ungarn geführt. Die Dreiteilung des Königreichs war eine vollzogene Tatsache. Im Osten lag das unter türkischer Hegemonie stehende Fürstentum Siebenbürgen, im Westen Westtransdanubien unter habsburgischer Verwaltung und in der Mitte der türkische Herrschaftsbereich.
Die angrenzenden europäischen Mächte hatten in den Jahrzehnten der relativen Ruhe Vorkehrungen getroffen und neue Grenzfestungen gebaut sowie vorhandene erneuert. Hauptbefestigungen auf habsburgischer Seite befanden sich in Kanizsa, Raab, Komorn und Erlau. Die osmanischen Festen Plätze lagen in Gran, Ofen, Stuhlweißenburg und Temesvár.

## Verlauf

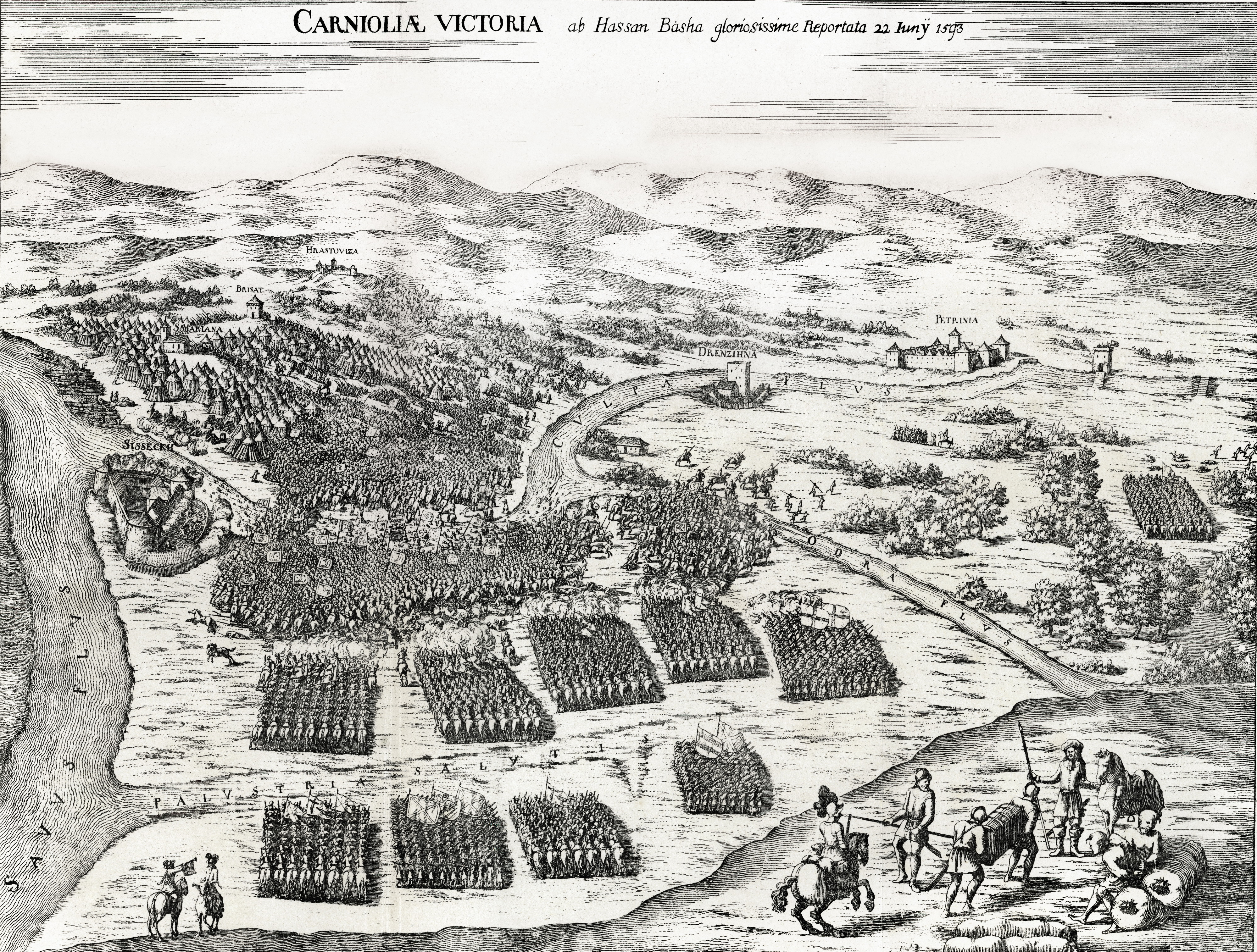
Schlacht von Sissek
Kupferstich

Seit 1555 herrschte in der Region ein ständiger Kleinkrieg. Der habsburgische Kaiser Rudolf II. unterzeichnete am 29. November 1590 die vierte und letzte Bestätigung des Vertrags von 1547, der Tributzahlungen an den osmanischen Sultan vorsah. Aufgrund großangelegter beidseitiger Grenzverletzungen in Ungarn, durch osmanische Akıncıs und habsburgische Uskoken, weitete sich der Kleinkrieg zu einem offenen Krieg aus. Im Sommer 1592 eroberten osmanische Streitkräfte die habsburgische Grenzfestung Bihać, überquerten den Grenzfluss Kupa und belagerten zweimal erfolglos die Festung Sissek. Als die Osmanen, angeführt vom Beylerbey von Bosnien (Telli Hassan Pascha), im Juni 1593 ein drittes Mal Sissek belagerten, entsandten die Habsburger eine Entsatzarmee unter dem Kommando von Ruprecht von Eggenberg. Diese besiegte die osmanischen Kräfte in der Schlacht bei Sissek am 22. Juni 1593. Obwohl diese osmanischen Überfälle nicht im Auftrag des Sultans erfolgt waren, erklärte er daraufhin Kaiser Rudolf den Krieg, da er die Niederlage als Schande empfand und auch ein Neffe des Sultans in der Schlacht gestorben war.

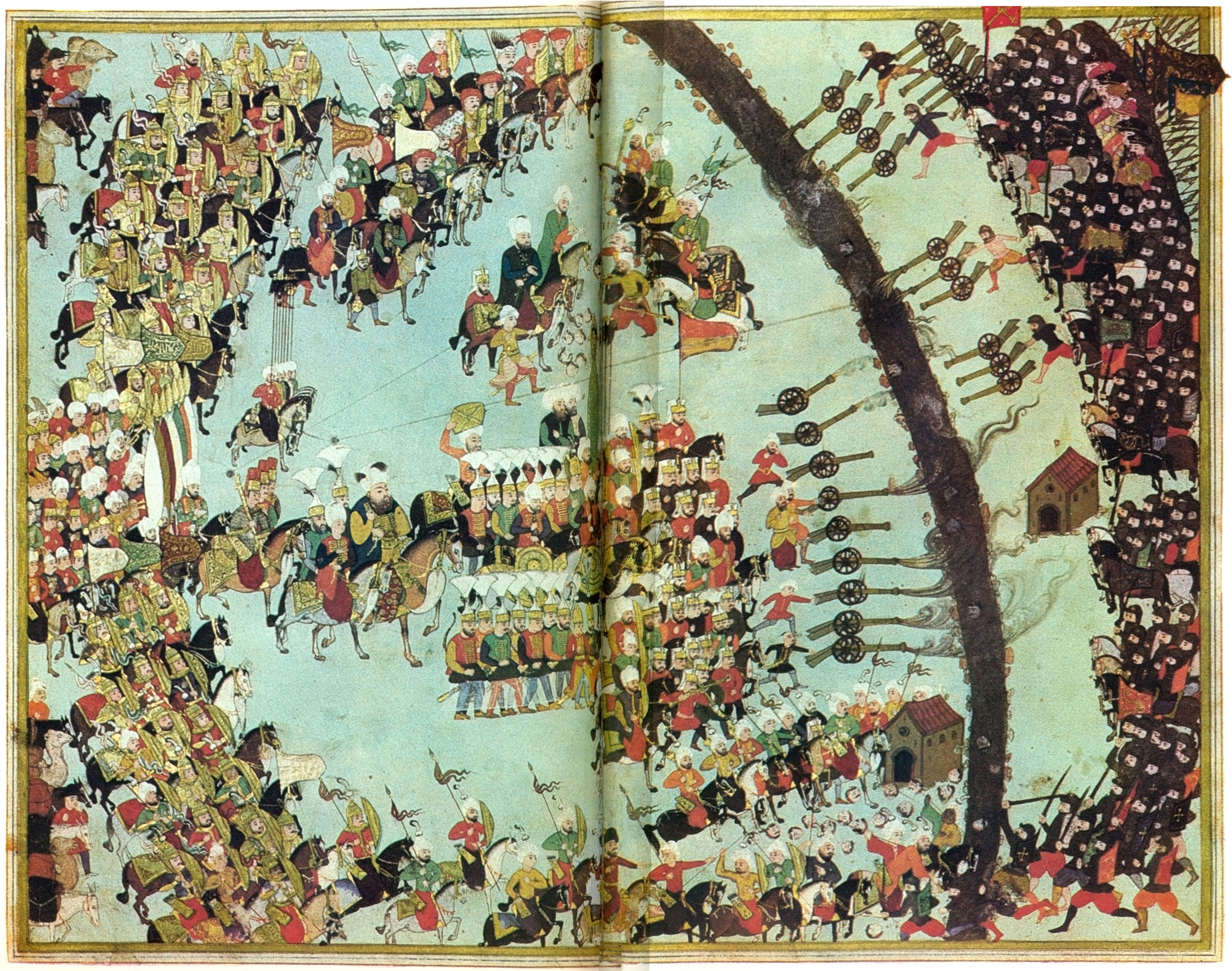
Schlacht bei Mezőkeresztes
osmanisches Manuskript

Die ersten beiden Jahre verliefen militärisch unentschieden. Die Osmanische Armee konnte zunächst einige ungarische Festungen erobern, unter anderen die Hauptfestung Raab im Jahr 1594. Auf diplomatischem Gebiet gelang es den Habsburgern jedoch, eine Kooperation mit Mihai Viteazul, dem Woiwoden der Walachei einzugehen, da dieser unzufrieden mit den immer höher werdenden finanziellen Forderungen aus Istanbul war und er daraufhin im November 1594 eine Revolte gegen den Sultan begann, bei der alle vorgefundenen Muslime umgebracht wurden. Dies war insofern bedeutend, da dadurch den Osmanen ein wichtiger Weizenlieferant wegfiel und die traditionelle osmanische Versorgungslinie mit schwerem Kriegsmaterial vom Schwarzen Meer über die Donau ins Kriegsgebiet blockiert wurde. Der alternde Großwesir Sinan Pascha wurde durch den Albaner Ferhat Paşa ersetzt. Unter seiner Führung ging die gute Position, die die osmanische Armee unter Sinan Pascha erkämpft hatte, schnell verloren. So konnten die Habsburger 1595 den größten Teil der im Vorfeld von den Osmanen eroberten Gebiete im nördlichen Kroatien zurückerobern. Am 7. September des Jahres fiel Gran nach einer mehrmonatigen Belagerung durch Karl von Mansfeld wieder in österreichische Hände. Dadurch wurde die Donau-Verteidigungslinie durchbrochen, und das osmanische Bosnien geriet in Gefahr. Zwar wurde Sinan Pascha erneut als Großwesir eingesetzt, doch auch er konnte das Blatt nicht wenden.

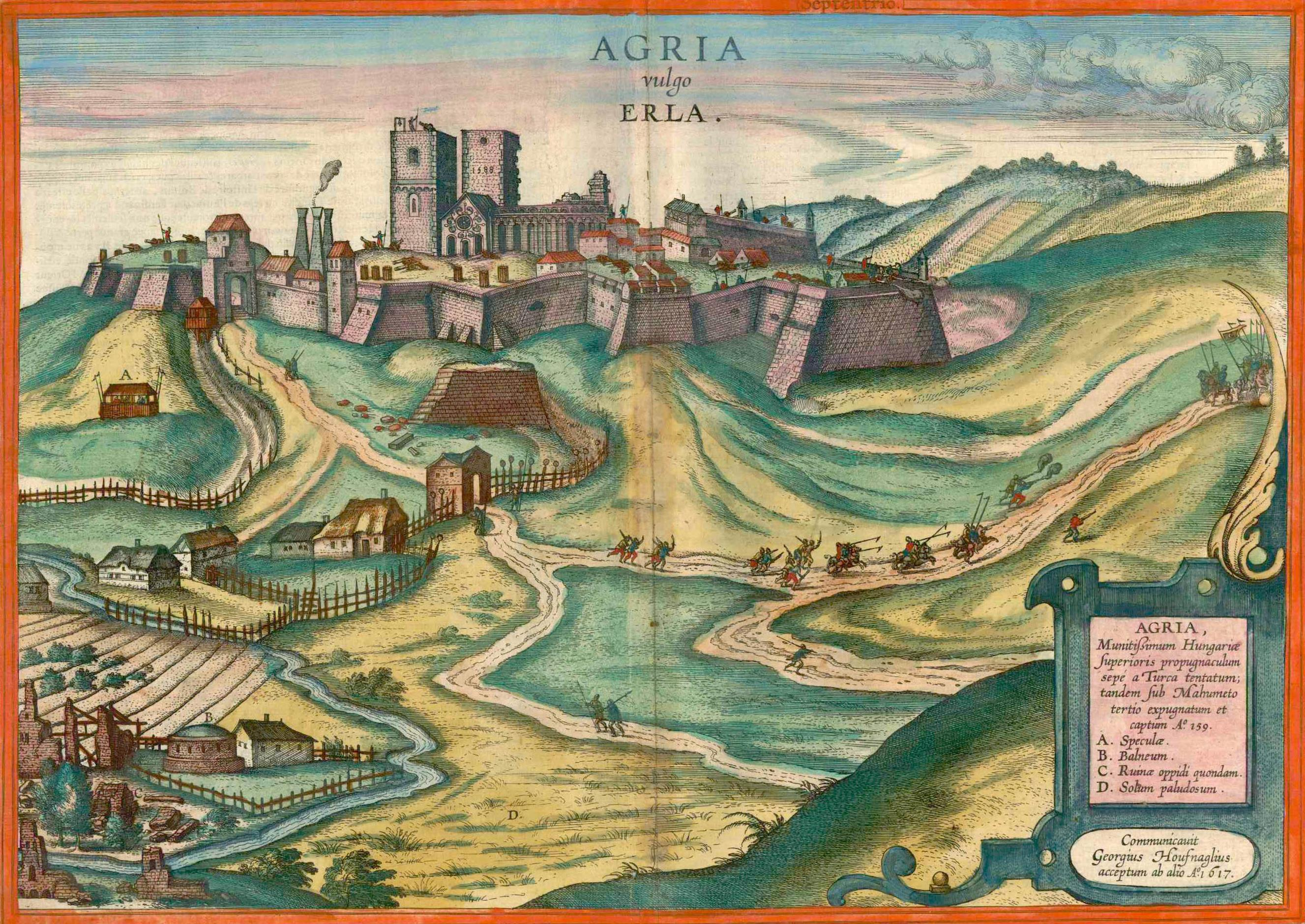
Erlau im 16. Jahrhundert
Georg Hoefnagel (1542–1600)

Die osmanischen Niederlagen führten schließlich dazu, dass der neue türkische Sultan Mehmed III. (1595–1603) das militärische Kommando übernahm. Er war der erste Sultan seit Süleyman I., der die Armee direkt führte. Durch die Einnahme der wichtigen Festung Erlau wollte er die Verbindung zwischen den verbündeten Österreichern und Siebenbürgen unterbrechen und so die militärische Lage wenden. Am 12. Oktober 1596 gelang es dem Sultan, mit seiner 100.000 Mann starken Armee die Festung einzunehmen. Er setzte seinen Vormarsch fort, um die habsburgische Armee zu stellen. Die Osmanen konnten am 26. Oktober in der Schlacht bei Mezőkeresztes, dem einzigen großen Gefecht des Krieges, einen eindeutigen Sieg erringen. Im Ergebnis war der Weg in das Heilige Römische Reich geöffnet. Man hielt es für notwendig Wien in den Verteidigungszustand zu versetzen. Kaiser Rudolf II. berief den Reichstag von 1597/98 ein, um eine weitere Türkenhilfe durchzusetzen. Querelen innerhalb der Osmanischen Armee verhinderten, dass ein Vorteil aus den militärischen Erfolgen gezogen werden konnte.

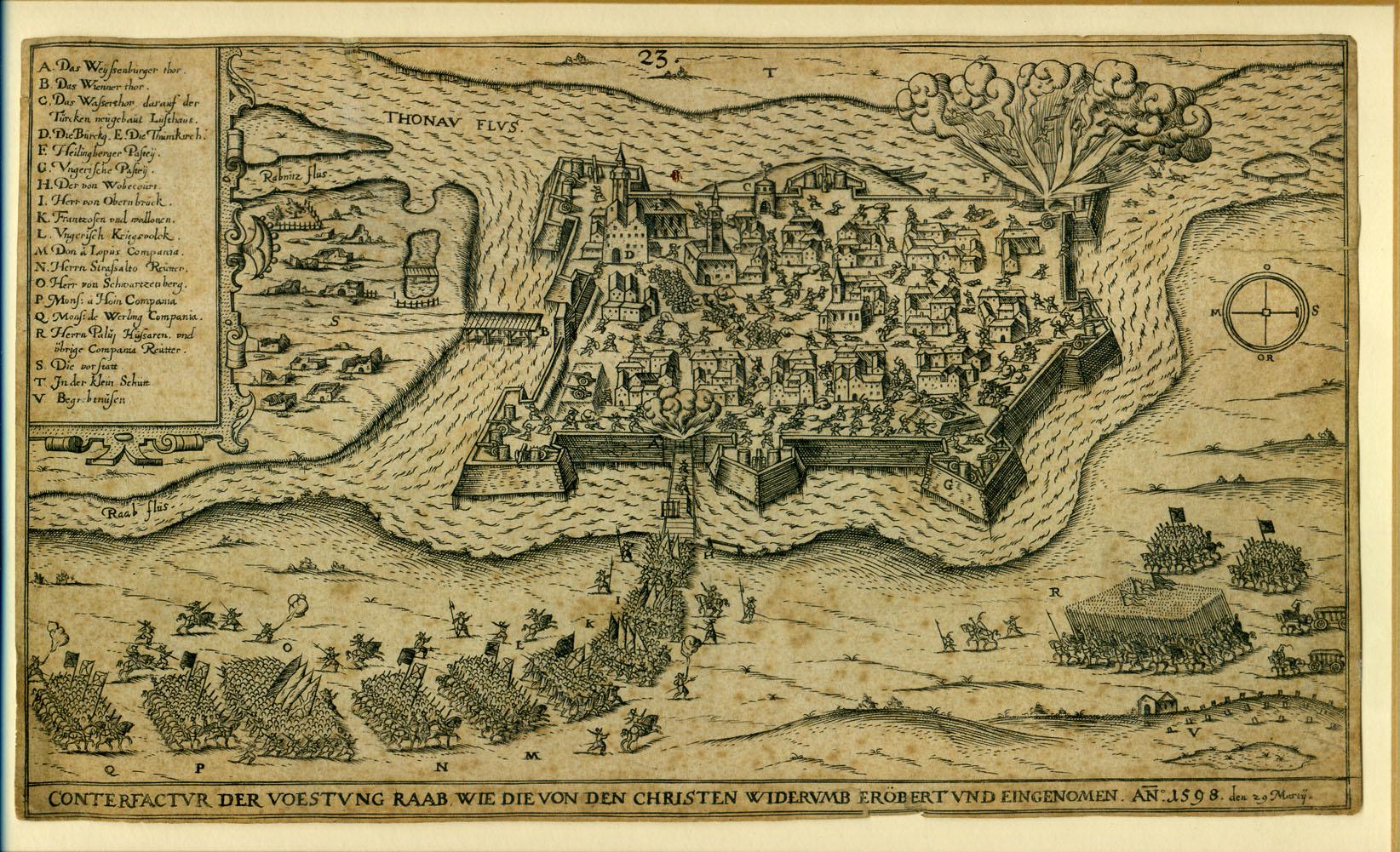
Eroberung der Festung Raab 1598

In den folgenden Jahren kam es daher zu keinen größeren Feldzügen, der Konflikt zog sich vielmehr in Form eines Festungskrieges hin, bei dem sich die Eroberung und Zurückeroberung strategisch wichtiger Befestigungen ständig abwechselten. 1598 gelang es den habsburgischen Truppen unter Adolf von Schwarzenberg und Nikolaus II. Pálffy die Festungen Raab und «Veszprém» (Weißbrunn) von den Osmanen zurückzuerobern. Die anschließende Belagerung von Buda blieb indes erfolglos. Obwohl abzusehen war, dass der Krieg keinen Sieger finden würde, zögerte Rudolf II. das Ende hinaus, da er glaubte, dass der Triumph über die Türken nur eine Frage der Zeit wäre. Jedoch waren es die Türken, die 1600 wieder die Initiative ergriffen. Durch den Verrat französischer Söldner ging zunächst die habsburgische Festung Pápa verloren. 1601 wurde Stuhlweißenburg von den Osmanen erobert, die schließlich auch noch die wichtige Festung Kanischa nach einer zweimonatigen Belagerung einnehmen konnten. Zwei Versuche der Habsburger, die Festung wieder in ihren Besitz zu bringen, scheiterten. 1602 eroberten die Habsburger Stuhlweißenburg zurück, doch auch eine erneute Belagerung Budas blieb ergebnislos.
1603 starb der osmanische Sultan Mehmed III. Nachfolger wurde der 13-jährige Sohn Ahmed I. (1603–1617). Friedensverhandlungen zwischen beiden Kriegsparteien schienen nun in Sichtweite, da es auch auf der christlichen Seite zu einschneidenden Veränderungen kam: 1601 wurde der pro-osmanische Stephan Bocskai zum Fürsten von Siebenbürgen gewählt, was den habsburgischen Bemühungen, das Fürstentum aus der osmanischen Einflusssphäre zu lösen, entgegenstand.
1604 kam es wegen der habsburgischen Rekatholisierungspolitik zu einem ungarischen Aufstand (von der ungarischen Geschichtsschreibung auch Freiheitskrieg genannt), der von Bocskai angeführt wurde. Nachdem ein Waffenstillstand mit Bocskai (der nunmehr Fürst von Ungarn und Siebenbürgen war) den Aufstand im November 1605 beendet hatte, wandten sich die Habsburger wieder den Türken zu. Feldmarschall Tilly konnte die türkisch-tatarisch-heiduckischen Streifscharen am 3. Dezember 1605 bei Rábahídvég besiegen und in die Flucht schlagen.

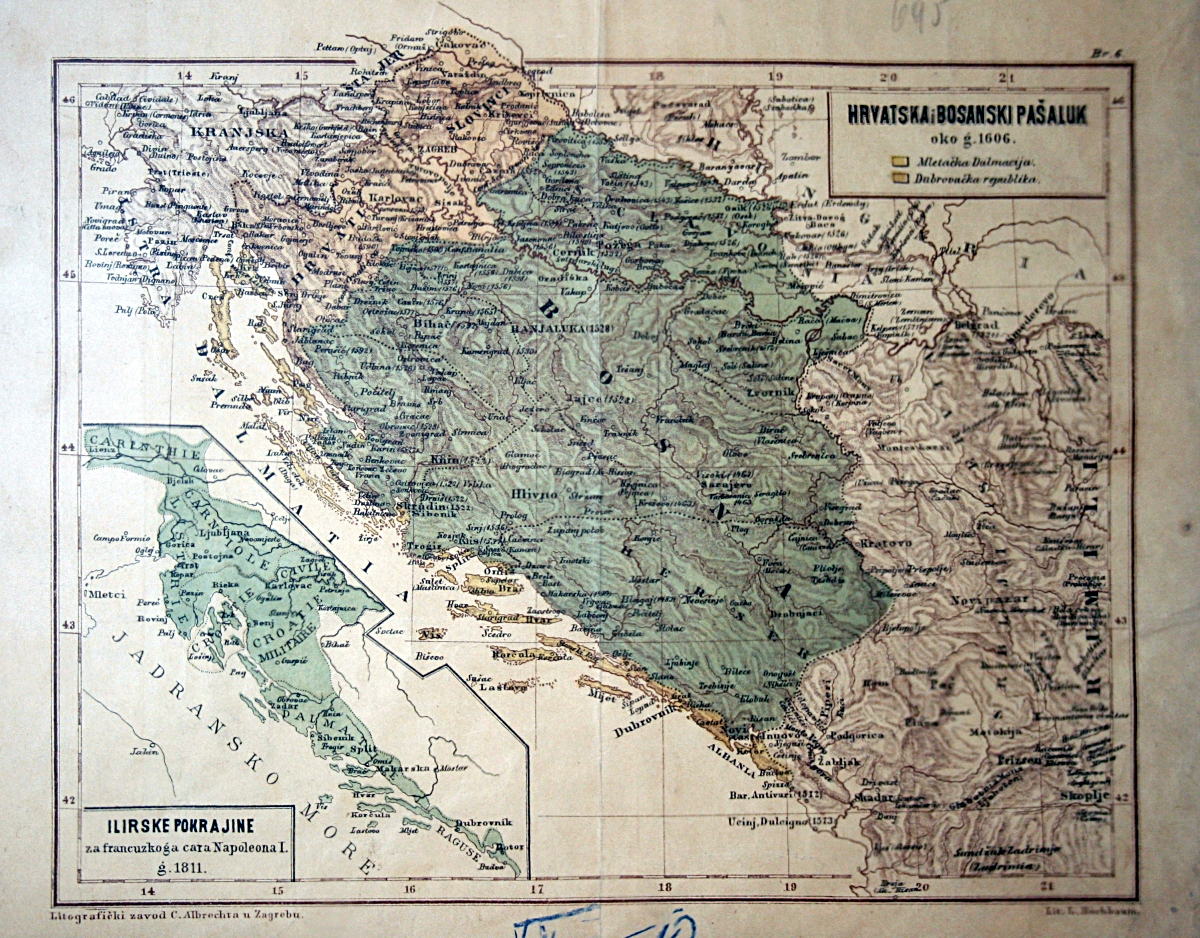
Karte der kroatischen Länder und bosnischen Paschalik um 1606

## Folgen
Der Krieg fand mit dem am 11. November 1606 abgeschlossenen Frieden von Zsitvatorok sein Ende. Wegen der drohenden Gefahr eines Zweifrontenkrieges gegen die Habsburger im Nordwesten und die persischen Safawiden (damals regierte Abbas I.) östlich vom Osmanischen Reich musste der Sultan den Kaiser erstmals als gleichberechtigten Verhandlungspartner anerkennen. Eine einmalige Zahlung von 200.000 Gulden beendete den bis dahin jährlich zu zahlenden habsburgischen Tribut.
Trotz des Friedensschlusses verblieben zahlreiche Soldaten noch jahrelang in Kriegsgefangenschaft. Die Kriegsparteien hatten in Artikel VII zwar einen Gefangenenaustausch vereinbart; hiervon waren jedoch alle Gefangenen explizit ausgenommen, die in Haft zugesichert hatten, ein Lösegeld zu zahlen. Zahlreiche Angehörige bzw. Landesherren bemühten sich, die gefangenen Soldaten freizukaufen.
Es folgte eine relativ lange Phase des Friedens zwischen dem Osmanischen Reich und Habsburg; sie endete am 12. April 1663 mit dem Beginn des vierten Türkenkrieges. Dieser verschob das militärische Gleichgewicht zugunsten Habsburgs. Es gab keine Gebietsverschiebungen; im Zuge der beidseitigen Ermattungsstrategie wurden große Gebiete in Ungarn und Siebenbürgen verwüstet. Am 9. August 1664 wurde der Frieden von Eisenburg unterzeichnet.